# Chyžné
Chyžné – wieś (obec) na Słowacji położona w kraju bańskobystrzyckim, w powiecie Revúca. Pierwsze wzmianki o miejscowości pochodzą z roku 1427.
Według danych z 31 grudnia 2012, wieś zamieszkiwało 426 osób, w tym 214 kobiet i 212 mężczyzn.
W 2001 roku rozkład populacji względem narodowości i przynależności etnicznej wyglądał następująco:
- Słowacy – 82,89%
- Czesi – 0,72%
- Romowie – 12,53%
- Ukraińcy – 0,24%
- Węgrzy – 1,2%

Ze względu na wyznawaną religię, struktura mieszkańców kształtowała się w 2001 roku następująco:
- Katolicy rzymscy – 22,89%
- Grekokatolicy – 0,24%
- Ewangelicy – 48,43%
- Husyci – 0,24%
- Ateiści – 22,65%
- Nie podano – 3,86%